# Ilium (anatomie)
Pour les articles homonymes, voir Ilion et Ilium.
L'ilium (ou ilion) est la partie supérieure de l'os coxal. Il est constitué d'un corps et d'une aile.

## Description

### Corps de l'ilium
Le corps de l'ilium forme moins des deux-cinquièmes supérieur de l'acétabulum.
Latéralement, à la limite avec l'aile iliaque, il est marqué par le sillon supra-acétabulaire (ou gouttière sus-cotyloïdienne). Ce sillon correspond au passage du tendon réfléchi du muscle droit fémoral qui se fixe dans la partie postérieure du sillon.

La ligne arquée de l'os coxal.

Sur sa face sacro-pelvienne, le corps est séparé de l'aile par la ligne arquée.
La ligne arquée fait partie de la ligne terminale qui forme la limite entre le petit bassin et le grand bassin.
Au-dessous et en arrière de la ligne arquée, se trouve la surface articulaire coxale de l'articulation sacro-iliaque : la surface auriculaire de l'ilion et la tubérosité iliaque.

### Aile de l'ilium
L'aile de l'ilium est la partie supérieure large et aplatie de l'ilium. L'ensemble des deux ailes forme le grand bassin osseux.
Elle présente une face externe constituant la surface glutéale de l'ilium, et une surface interne constituant la fosse iliaque interne faisant partie de la face sacro-pelvienne de l'ilion.
Les deux faces se rejoignent en haut au niveau de la crête iliaque.

#### Surface glutéale de l'ilium
La surface glutéale de l'ilium (ou fosse iliaque externe ou face glutéale de l'ilion) est la face externe de l'ilium. Elle de forme triangulaire et ondulée : convexe en avant et en arrière et concave dans sa partie moyenne.
Elle est marquée par les lignes glutéales antérieure, postérieure et inférieure.

##### Ligne glutéale antérieure
La ligne glutéale antérieure (ou ligne demi-circulaire antérieure ou ligne semi-circulaire antérieure) est la plus longue des trois lignes glutéales.
Elle commence au niveau de la crête iliaque à environ 4 cm derrière son extrémité antérieure. Elle est concave en bas et en avant et se termine à la partie moyenne du bord supérieur de la grande incisure ischiatique.
Au milieu de cette ligne, un foramen nutritif est souvent observé.
Elle sépare les surfaces d'insertion du muscle petit glutéal en avant et du muscle moyen glutéal en arrière.

##### Ligne glutéale postérieure
La ligne glutéale postérieure (ou ligne demi-circulaire postérieure ou ligne semi-circulaire postérieure ou ligne semi circulaire supérieure) est la plus courte des lignes glutéales. C'est une ligne concave en avant qui débute à l'union du quart postérieur et des trois-quarts antérieurs de la crête iliaque. Elle descend presque verticalement et se termine au niveau du bord supérieur de la grande incisure ischiatique en arrière de la ligne glutéale antérieure.
Elle sépare les surfaces d'insertion du muscle moyen glutéal en avant de celle du muscle grand glutéal en arrière.

##### Ligne glutéale inférieure
La ligne glutéale inférieure (ou ligne fessière ou ligne semi-circulaire inférieure ou ligne spino-cotyloïdienne ou crête supra-tegminale) correspond à la lèvre supérieure du sillon supra-acétabulaire.
Elle limite en bas l'insertion du muscle petit glutéal.

#### Fosse iliaque interne
La fosse iliaque interne est la partie de la surface sacro-pelvienne située au-dessus de la ligne arquée. Elle est limitée en haut par la crête iliaque.
Elle est concave est donne insertion dans ses deux-tiers supérieurs au muscle iliaque.
Elle constitue la limite osseuse latérale du grand bassin.

#### Crête iliaque
La crête iliaque est le bord supérieur de l'aile de l'ilium. Elle a une  forme de S et convexe en haut.
Elle s'étend de l'épine iliaque antérieure et supérieure à l'épine iliaque postérieure et supérieure.
Dans sa partie moyenne, elle est épaissie par le tubercule iliaque qui donne insertion au muscle moyen glutéal.
Elle est limitée par deux lèvres une externe et une interne.
La lèvre externe donne insertion au muscle tenseur du fascia lata, au muscle oblique externe de l'abdomen et au muscle latissimus du dos. Le fascia lata s'y insère également sur toute sa longueur.
La lèvre interne donne insertion au muscle transverse de l'abdomen, le muscle carré des lombes, le muscle érecteur du rachis et le muscle iliaque.
Entre les deux lèvres, s’insère le muscle oblique interne de l'abdomen.

## Aspect clinique
La crête iliaque est palpable sous la peau.
C'est le seul os du corps où on a détecté une pathologie très particulière : le pneumatokyste, il s'agit de la formation d'une cavité à l'intérieur de l'os, pouvant atteindre plusieurs centimètres et contenant de l'azote.

## Anatomie comparée

### Dinosaures
La structure de la hanche et en particulier celle de l'ilium est un critère de distinction dans clade des Dinosauria entre les deux ordres Saurischia et Ornithischia,.

Structure pelvienne ornithischien (côté gauche)
Structure pelvienne saurischienne (côté gauche).